# Play Time - Tempo di divertimento
Play Time - Tempo di divertimento (Playtime o Play Time) è un film del 1967 scritto, diretto e interpretato da Jacques Tati.
È una commedia ambientata in un prossimo futuro in cui le moderne tecnologie, considerate necessarie dalla società, ostacolano la vita quotidiana e interferiscono con le naturali interazioni umane.

## Trama
Monsieur Hulot e un gruppo di turisti americani tentano di visitare una Parigi futuristica, caratterizzata da vaste strade a più corsie e da imponenti palazzi d'acciaio dalle linee nette, con vetrate moderne e freddi e artificiosi arredamenti.
Tempo di divertimento è strutturato in sei sequenze, collegate da due personaggi che si incontrano più volte nel corso della giornata: Barbara, una giovane turista americana in visita a Parigi con un gruppo di donne americane per lo più di mezza età, e Monsieur Hulot, un francese un po' stordito e sperso nella nuova modernità di Parigi. Queste le sequenze:
- L'aeroporto: la comitiva di americane arriva all'ultramoderno e impersonale aeroporto di Parigi Orly.
- Gli uffici: Monsieur Hulot entra in un grande palazzo di vetro e acciaio per un appuntamento importante, ma si perde nel labirinto di stanze e sale riunioni, finendo in una fiera commerciale di design per moderni arredi d'ufficio, che sono poi gli stessi che si ritrovano in tutto l'edificio e in altri ambienti del film.
- La fiera delle invenzioni: Monsieur Hulot e le turiste americane assistono alla presentazione degli ultimi ritrovati del mercato, come la porta che sbatte in silenzio e la scopa elettrica con i fanali, mentre la leggendaria bellezza di Parigi passa del tutto inosservata, non fosse per il tipico chiosco di una venditrice di fiori e il riflesso della torre Eiffel in una porta a vetri.
- Gli appartamenti-vetrina: al calare della sera, Monsieur Hulot incontra un vecchio amico che lo invita nel suo ultramoderno appartamento con la facciata di vetro. L'intera sequenza è girata dalla strada, con la cinepresa che osserva Hulot e gli altri residenti dell'edificio nelle loro attività domestiche.
- L'inaugurazione del ristorante Royal Garden: questa sequenza occupa quasi tutta la seconda parte del film. All'interno del locale appena inaugurato accadono molti inconvenienti, ma la serata sarà comunque divertente per i numerosi ospiti. Hulot incontra qui numerosi personaggi già incrociati durante il film e altri non ancora apparsi, tra cui un nostalgico cantore di ballate e un borioso e chiassoso uomo d'affari americano.
- Il carosello delle macchine: Monsieur Hulot acquista due piccoli pensieri per Barbara prima della sua partenza. Nel mezzo di un complesso balletto di automobili, simile a una giostra, il bus delle turiste riprende la strada per l'aeroporto.

## Produzione
Tati veste ancora una volta i panni di Monsieur Hulot, personaggio apparso in alcuni dei suoi precedenti film, tra cui Mio zio e Le vacanze del signor Hulot. Il regista era indeciso se dare a Hulot un ruolo centrale nel film e, incapace di abbandonare del tutto il popolare personaggio, lo fece apparire alternativamente in ruoli da protagonista e da comprimario. Girato in 70 millimetri, Tempo di divertimento va ricordato per il complesso e sottile umorismo visivo, supportato da un uso creativo degli effetti sonori. I dialoghi sono spesso ridotti a semplice rumore di fondo.
Il film è famoso per il suo enorme set, conosciuto come 'Tativille', la cui costruzione e manutenzione richiesero l'investimento di somme enormi. Alla realizzazione del set parteciparono un centinaio di lavoratori e fu necessario approntare un'apposita centrale energetica. Crisi di budget, complicazioni climatiche e altri disastri dilatarono il tempo previsto per le riprese portandolo a tre anni. Continui sforamenti del budget costrinsero Tati a chiedere ingenti prestiti personali per far fronte alle sempre più alte spese di produzione.
Poiché Tempo di divertimento doveva dipendere prevalentemente dagli sketch visivi e dagli effetti sonori, Tati decise di girare il film in un formato ad alta risoluzione 70mm e con una colonna sonora stereofonica a 5 canali piuttosto complessa per quel tempo.
Per questioni di risparmio, alcune delle facciate e degli interni del set dell'aeroporto erano in realtà enormi fotografie (che comportavano anche il vantaggio di non riflettere la camera o le luci). Allo stesso modo, anche i paesaggi che Barbara vede riflessi nella porta a vetri sono fotografie. Tati utilizzò più volte delle silhouette a grandezza naturale di persone al posto delle comparse, come si può notare in certe cabine del labirinto di uffici che Hulot osserva dall'alto e in lontananza sullo sfondo di certe sequenze.

## Distribuzione
Il film è distribuito in rete all'interno della serie Le films de mon oncle dalla Janus Film, come si può leggere nei titoli di testa. Canto del cigno di Tati, «la cui Tativille sarà demolita appena due anni dopo, travolta dal disastro economico del film».

## Accoglienza
All'uscita del film nel 1968 Tullio Kezich scrive che, nonostante l'insuccesso di pubblico, «Tati ha colto un tema molto caro alla Francia attuale: la "sfida americana", per usare la formula di Jean-Jacques Servan-Schreiber, negli aspetti in cui s'impone nella vita quotidiana».

## Restauro
Il film è stato restaurato nel 2002 da François Ede. L'operazione è costata più di 800 000 euro. Nel 2010 è stato restaurato in digitale dalla Cinémathèque française.

## Riconoscimenti
- 1968 - Académie du Cinéma
  - Stella di cristallo, Grand prix
- 1969 - Premio Bodil
  - Miglior film europeo
- 1969 - Festival cinematografico internazionale di Mosca
  - Medaglia d'argento
- 1969 - Festival del cinema di Vienna
- 1969 - Oscar del cinema svedese
- 1969 - Kunniakirja Award